# Tema da Dalmácia
Tema da Dalmácia (em grego: θέμα Δαλματίας/Δελματίας; romaniz.: thema Dalmatias/Delmatias) foi um tema bizantino (uma província civil-militar) localizado na costa oriental do Mar Adriático, no sudeste da Europa. Sua capital era Zadar. Ele não deve ser confundido com a província romana da Dalmácia.

## Origens
A Dalmácia caiu pela primeira vez sob controle bizantino na década de 530, quando os generais do imperador bizantino Justiniano (r. 527–565) conquistaram a região na guerra contra os os ostrogodos. As invasões dos ávaros e eeslavos no século VII destruíram as principais cidades e devastaram a zona rural, com o controle bizantino permanecendo apenas nas ilhas e em umas poucas cidades costeiras (como Split e Ragusa (Dubrovnik), com Zara (Zadar) se tornando a sé episcopal e o centro administrativo da região, sob um arconte.
Na virada do século VIII para o IX, a Dalmácia foi conquistada por Carlos Magno (r. 768–814), mas ele devolveu a região para os bizantinos em 812, após a chamada "Pax Nicephori". É incerto se a região esteve de fato sob controle bizantino ou se havia apenas uma autoridade nominal daí em diante; as cidades parecem ter sido virtualmente independentes. Mesmo assim, a menção de um "arconte da Dalmácia" no Taktikon Uspensky de 842-843 e um selo de um "estratego da Dalmácia", da primeira metade do século, parecem indicar a existência de um tema na região, ainda que por um tempo curto.

## História
A data tradicional da fundação da Dalmácia como um tema está nos primeiros anos do reinado do imperador Basílio I, o Macedônio (r. 867–886), logo após as expedições de Nicetas Orifa. O Império Bizantino, o papa e os francos tentaram apoiar os eslavos na Dalmácia; em 878, Sedesclavo da Croácia aparece como um vassalo que teria deposto e sido deposto em seguida numa luta por poder entre essas potências. Com a queda do Império Carolíngio, os francos deixaram de ter influência sobre a região ao mesmo tempo que o poder da República de Veneza aumentava, principalmente depois do doge Pedro Tradônico.
Por volta de 923, Tomislau I, o imperador e dois patriarcas se envolveram num acordo que transferia o controle das cidades bizantinas da região para o recém-criado Reino da Croácia. Este acordo deu origem a uma série de manobras similares e às guerras búlgaro-croatas, no decorrer das quais os imperadores bizantinos da dinastia macedônica conseguiram manter variados graus de controle sobre as cidades dálmatas. A Igreja também passou por um árduo conflito interno entre as dioceses rivais de Split e Nin. O poder marítimo dos venezianos foi obstruído pelos narentinos e os croatas até a época de Pedro II Orseolo, que conseguiu intervir com sucesso em 998-1000 e arranjou dois importantes casamentos reais, tanto com os croatas quanto com os bizantinos. Sob Domênico I Contarini, Veneza retomou Zadar. O reino croata recuperou o controle da região sob Pedro Cresimiro IV, mas a invasão dos ítalo-normandos mudou novamente o balanço de poder regional na região de volta para os venezianos.
No sul, a cidade de Ragusa, ainda sob controle bizantino, começou a aumentar sua importância e sua diocese foi elevada a arquidiocese em 998. No início do século XI, o controle bizantino sobre as cidades da Dalmácia começou a ser contestado pelo principado sérvio de Dóclea, cujo governante, João Vladimir, tomou controle de Bar, cidade próxima da fronteira com o Tema de Dirráquio. Seus feitos foram repetidos e superados por Estêvão Boístlabo vinte anos depois e, em 1034, a diocese de Bar também foi transformada em arquidiocese, mas a guerra contra Teófilo Erótico logo se seguiu. O filho de Estêvão Boístlabo, Miguel I, obteve o apoio do papa após o Grande Cisma do Oriente de 1054, enfraquecendo ainda mais a influência bizantina na Dalmácia.
Com exceção de Ragusa e o terço meridional do território, o controle bizantino ruiu de vez na década de 1060. Constantino Bodino se comprometeu em apoiar o papa Urbano II, que, por sua vez, confirmou o status de Bar como arquidiocese em 1089, o que resultou na remoção temporária da diocese de Ragusa. No final do século XI, o Reino da Hungria tomou o lugar do Reino da Croácia no controle da região setentrional da Dalmácia. Dóclea continuou sob o controle bizantino, mas uma série de conflitos internos enfraqueceu seus líderes.
O domínio bizantino foi restaurado sob o imperador Manuel I Comneno (r. 1143–1180), mas ele evaporou após sua morte e foi substituído pelo controle de Veneza. Com a ascensão de Estêvão Nemânia, a Dinastia Nemânica se apoderou das terras ao sul da região.